# モンデリーズ・インターナショナル
モンデリーズ・インターナショナル（英: Mondelēz International, Inc.、NASDAQ: MDLZ）は、アメリカ合衆国イリノイ州ディアフィールド（シカゴ郊外）に本社を置く食品・飲料会社。食品・飲料会社としては、ネスレ、ペプシコに続き世界第3位。日本法人はモンデリーズ・ジャパン株式会社。
モンデリーズ・インターナショナルは、クラフトフーヅ・インク（英: Kraft Foods, Inc.）の北米食品部門を2012年10月1日にクラフトフーズとしてスピンオフの上、グローバル向け部門の商号変更により誕生した。「モンデリーズ」は造語で、Mundus（ラテン語で"世界"）とDelēz（英語の"Delicious"を変形させたもの）に由来する。これを受けて日本法人も2013年7月1日に「日本クラフトフーズ株式会社」から「モンデリーズ・ジャパン株式会社」へ社名変更が行われた。
なお、分社化したクラフトフーズは、2015年にハインツと経営統合してクラフト・ハインツとなった。

## 主なブランド
- コートドール
- トブラローネ
- ミルカ
- テリーズ
- ナビスコ
- オレオ
- リッツ
- ストライド
- キャドバリー
- メントス
- ホールズ
- LU
- KRAFT

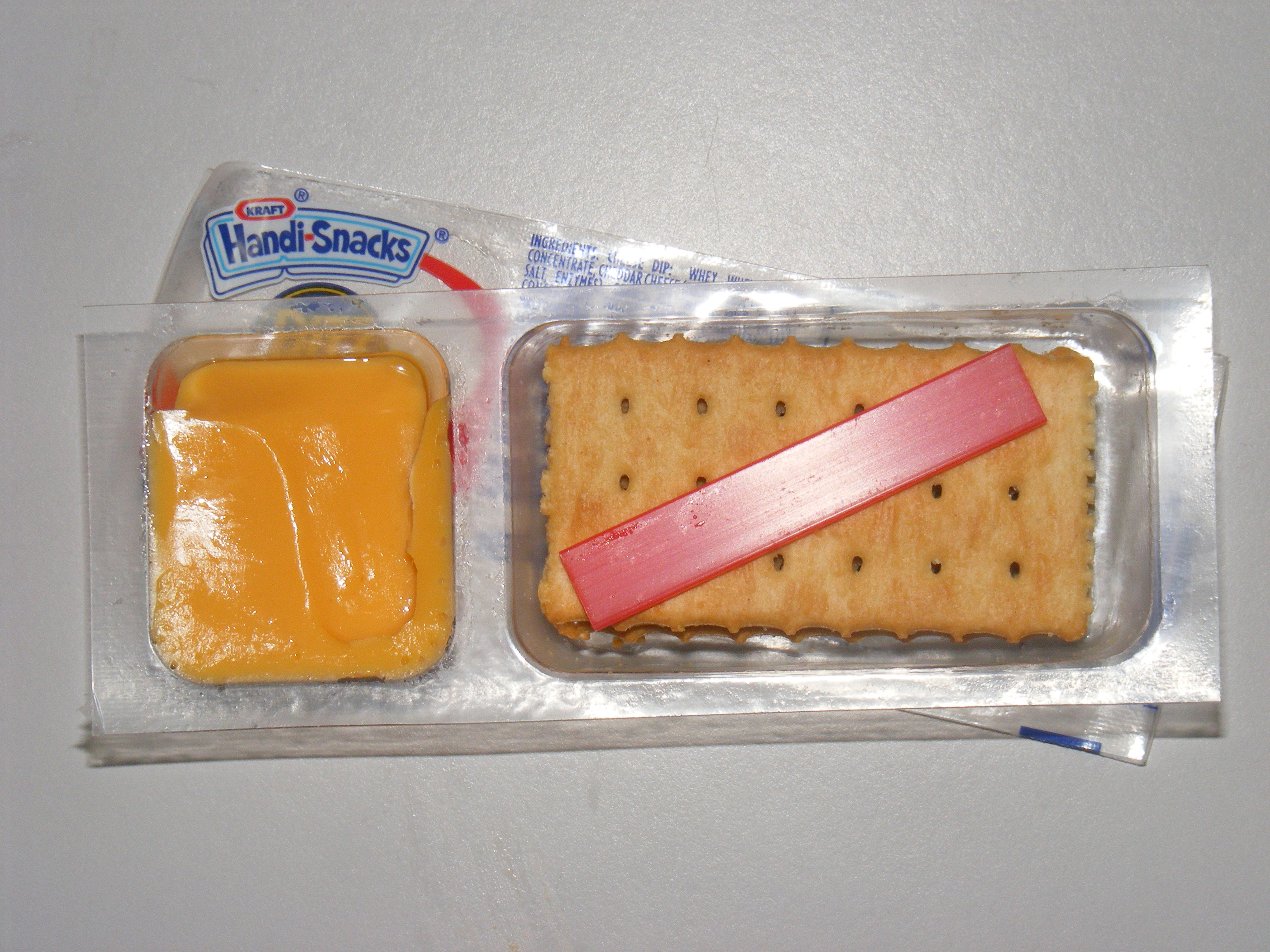

- ミカド（ヨーロッパ地区における「ポッキー」の販売名）

## 日本国内での展開
日本国内の商品展開は複数のケースに分かれている。
- 日本法人・モンデリーズ・ジャパンによる取り扱い
クロレッツ・ストライド・ホールズ・リカルデント・リッツ ・プレミアムクラッカー・オレオ 他
- 日本国内の別法人へのライセンス供与
  - 森永乳業（製造は合弁会社・エムケーチーズ） - フィラデルフィア（クリームチーズ）
  - クラシエフーズ - メントス
  - 巴商事 - （輸入菓子）キャドバリー他
- かつての日本法人での取り扱い
  - ヤマザキナビスコ（山崎製パン・双日との合弁で設立されたが、現在は山崎製パンの子会社） - 2016年8月31日をもってライセンス契約終了[注釈 1]、ライセンス契約の対象ブランドは、9月1日以降モンデリーズ・ジャパンが別途販売する商品に使用する。
  - 三星食品・モンデリーズ三星 - 2017年10月12月をもって春日井製菓がモンデリーズ・ジャパンより「キシリクリスタル」の製造・販売権を取得[注釈 2]。その後2018年2月に同社が「キシリクリスタル」の製造・販売を開始するが、2019年12月に春日井製菓相生が春日井製菓へ吸収合併され解散したため、同日以降は春日井製菓が発売・販売を担当する。